# Quelques arpents d'Amérique
Quelques arpents d'Amérique. Population, économie, famille au Saguenay 1838-1971 est un ouvrage rédigé par Gérard Bouchard, paru en 1996 aux éditions Boréal. Gérard Bouchard est un historien, un sociologue, un écrivain et un professeur québécois. Bouchard a complété ses études à l'Université Laval pendant les années 1960, alors qu'il obtient une maîtrise en sociologie en 1968. Il poursuit ses études à Paris et il y obtient un doctorat en 1971. Il deviendra par la suite professeur à l'Université du Québec à Chicoutimi (UQAC). Tout au long de sa carrière, il collabore dans plusieurs domaines, allant de l'éthique à l'épistémologie en passant par le droit et surtout l'histoire. Il a reçu plusieurs prix et distinctions sur plus de trois décennies. L'ouvrage se fonde principalement sur trois grands thèmes pour explorer l'histoire et l'évolution du Saguenay-Lac-Saint-Jean, soit la reproduction familiale, le refus de l'américanité et la question du changement social à la suite de la saturation des territoires. La principale source de donnée employée est celle du fichier BALSAC, initiative du professeur Gérard Bouchard.    

## Contexte historiographique
Gérard Bouchard est le créateur du fichier Balsac, en 1971, et de l'Institut interuniversitaire de recherches sur les populations, en 1972. "Le fichier est construit à partir des actes de l’état civil du Québec (principalement des mariages). Ces actes ont été informatisés et reliés entre eux grâce à une méthodologie de jumelage des données nominatives permettant la reconstitution automatique des liens généalogiques et de la structure de la parenté de la population du Québec sur plus de quatre siècles. BALSAC couvre l’ensemble des régions du territoire québécois depuis les débuts du peuplement européen, au XVIIe siècle, jusqu’à la période contemporaine."Son ouvrage Quelques arpents d'Amérique s'inscrit dans l'historiographie de l'histoire nationale et sociale comparative du Québec. Bouchard veut démontrer, à l'aide de données démographiques, économiques et sociales, comment le cas du Saguenay est le dernier épisode de la construction du Nouveau-Monde en Amérique.  Le but de cet ouvrage est d'exposer la reproduction familiale comme influence primaire des autres composantes dans la vie collective d'une région donnée, en l'occurrence le Saguenay. L'auteur cherche à substituer la vision catholique-Française rattachée à la mère patrie par une histoire sociale, i.e. rendre compte de la société en elle-même avec sa propre dynamique interne. Il parle alors des mentalités de l'époque étudiée. Selon l'auteur, il faut favoriser un modèle hybride. Un tel modèle conjugue le rôle important accordé au groupe familial et fait appel à toutes les composantes du social comme le veut la tradition de l’histoire sociale. 

## Éditions
L'ouvrage de Gérard Bouchard a connu de nombreuses rééditions, si bien qu'il est en réalité l'aboutissement de plusieurs textes et documents différents. La première ébauche, ayant mené à la réalisation du fichier BALSAC, est parue à l'automne 1977 et n'a cessé de connaître des changements au gré des différents colloques, séminaires et articles préliminaires. N'ayant cessé de se ramifier et d'incorporer de nouvelles informations et hypothèses, l'ouvrage de Gérard Bouchard a su s'enrichir des commentaires, suggestions et critiques de ses collègues nord-américains et européens. Par la suite, l'auteur a fait paraître cinq ouvrages depuis 1978, permettant la synthèse qu'est aujourd'hui Quelques arpents d'Amérique.  

## Description du contenu
La formation de la société du Saguenay s'est tout d'abord produite par des migrations de populations, d'abord en 1838, depuis des secteurs habités, comme Charlevoix et par le biais des axes maritimes de communication, à savoir, le fjord du Saguenay. Découverte des 1535, cette entrée vers le Lac-Saint-Jean deviendra en effet le vecteur de transport principal à l'apport de population, mais aussi de biens et de transport jusqu'à l'arrivée du chemin de fer, quelque 300 ans plus tard. Longtemps inhabité, la région du Saguenay appartenait à la Compagnie de la Baie d'Hudson et ce, jusqu'en 1838, année officielle à laquelle le territoire devint habitable. La rareté progressive des terres a mené les colons des années 1830 à voyager vers cette enclave naturelle qu'est la région du Saguenay. (p. 18) 
Ce peuplement n'est pas toujours un succès retentissant, malgré certains témoignages recueillis entre autres auprès des autorités ecclésiastiques ayant un intérêt dans la réussite de celui-ci. Malgré tout, nous avons une statistique très précise concernant l'étendue de ce peuplement, soit 28 656 immigrants entre 1838 et 1911, ou environ 3 000 à 5 000 par an. Bien que la majorité provînt de Charlevoix, du moins dans les premières décennies, ils laisseront graduellement la place au profit d'immigrants venant du centre et de l'ouest du Québec. Ce peuplement sera à la fois rural et urbain, se développant d'abord auprès des terres les plus fertiles, mais aussi en centres urbains menant à la fondation de plusieurs villes, dont Chicoutimi, Alma et Saint-Félicien. (p.21)  
Si la croissance démographique est due à la migration depuis Charlevoix et les régions de l’ouest du Québec, une transformation se produit parallèlement pendant cette période. Celle-ci a pour effet de modifier la source de nouvelles populations car, à partir du XXe siècle, c’est le rapport entre les natalités et les décès qui explique l’accroissement de population qui double tous les 20 ans. La région continue toutefois de recevoir un afflux constant de main d’œuvre, car au même moment les industries laitière et forestière qui se développent en nécessitent sans cesse. Or, si la population locale et les jeunes des familles très nombreuses ont besoin de ce salaire d’appoint, notamment pendant la saison basse, il n’en demeure pas moins que l’activité économique principale demeure la culture et l’élevage.  Ainsi, le phénomène de reproduction familiale mis de l’avant par Bouchard s’insère dans une seconde thématique, à savoir le refus de l’américanité. Si l’idée du profit et du capitalisme est bien présente dans la population du Saguenay, il reste que celle-ci ne perçoit pas le numéraire comme source d’enrichissement, mais comme moyen permettant l’acquisition d’outils agricoles et de nouvelles terres. Car là se trouve la véritable richesse pour les familles immigrées depuis le reste du Québec, dans le sol et la terre. L’enracinement progressif des populations sur l’ensemble du territoire sera profond et marquant, comme le démontrent les statistiques offertes par le fichier BALSAC et traduitent sous forme de tableau à la page 54 de l’ouvrage. Ce seront les mêmes familles qui, par le biais des natalités et de la migration extraparoissiale, peupleront une bonne partie du territoire saguenéen.  
Passant ensuite aux fondements matériels de l’agriculture ayant servi à la mise ne valeur des terres et à la déforestation du territoire, l’ouvrage aborde en profondeur le certain retard qu’avait les agriculteurs de la région par rapport à leurs congénères des autres régions du Québec. Utilisant des outils largement sous-développés, datant presque de la période précoloniale, les colons du Saguenay furent lents à recevoir, produire et adopter de l’outillage plus récent et, surtout, plus efficace. En effet, entre 1840 et 1885, l’auteur dénote des changements mineurs, sinon négligeables dans cette technologie primitive que possèdent les agriculteurs. Puis, avec l’arrivée de l’industrie laitière, une certaine mutation, quoiqu'encore restreinte, s’étale sur quatre décennies, affectant surtout l’outillage et la machinerie. Ce processus commence vers 1880 et se termine vers 1910-1915. Même à ce moment, alors que le chemin de fer fera son apparition et reliera le Saguenay avec la région métropolitaine de Montréal, celui-ci restera très conservateur dans ses améliorations technologiques de productions. Il faudra attendre le second démarrage agraire, vers 1935-1940 avant de voir une réelle modernisation quant à l’outillage et la machinerie.  
L’essor de l’industrie laitière commence vers 1880 au Saguenay, voulant pallier les problèmes déjà présents au sein de l’agriculture du territoire. En effet, les différentes semences et cultures employées par les colons du Saguenay, souvent inefficaces à cause du climat, n’avaient pas les rendements attendus ou nécessaires à l’essor économique de la région. Ainsi, lorsque la transition vers l’industrie laitière fut possible, de nombreux cultivateurs s’y tentèrent, avec plus ou moins de succès. Suivant la marche du peuplement, l’expansion laitière a supplanté progressivement l'agriculture, notamment de l’orge et du seigle. Ce changement, souvent critiqué et perçu comme raté, a tout de même apporté une augmentation conséquente de la valeur des productions, passant de 59 000$ à 710 000$ entre 1891 et 1911, ce qui atteste de la vigueur de la conversion. (p. 87) 
L'auteur note que le mariage se fait généralement en bas âge (20-21 femmes, 24-25 hommes) (p.257). Le veto des parents pour s’affranchir du service familial est plus important que le choix du partenaire, les familles se connaissant assez bien. Il y a très peu de contrats de mariage (15 %) : l'alliance n’était pas un vecteur matériel important de reproduction familiale. 
L'auteur note une très forte prédominance des mariages simples ou nucléaires. Il remarque l'autosuffisance sur le plan de la main-d’œuvre, mais aussi la corésidence avec les parents ou entre frères (entre les deux tiers et les trois quarts des cas recensés). Les filles intègrent plus souvent la belle-famille et fournissent une dot une fois sur deux, souvent modeste. Contrairement à la Nouvelle-Angleterre, les fils demeurent ensemble même après la mort des parents. L'auteur parle d'une dynamique communautaire: un ensemble de traditions, de relations solidaires et d’appartenances s'inscrivant dans la sociabilité paysanne, un réseau très étroit d’entraide et d’interdépendances, d'échanges d’informations, de biens et services, soit système fondé sur la famille conjugale (parenté), du rang (voisinage), de la paroisse, de la région et au-delà. Il y a emboîtement de ces composantes. Mais, selon les mots de l'auteur, il ne faut pas y voir que le modèle individualiste versus le modèle communautaire: il y a aussi une volonté d'indépendance, d'entêtement, de résistance, d'esprit de compétition et d’affirmation.
Bouchard poursuit en abordant l'établissement. Les fils sont établis par donation : l'aîné est favorisé par rapport aux cadets. Mais il y a une forme d'équilibrage par testament pour les autres enfants.
De plus, l'historien note des sources de clivage : les filles sont plus alphabétisées que les garçons; le droit matrimonial fait que l'homme apporte plus de biens que la femme et celui-ci a la main mise sur la gestion des affaires; la situation matérielle du couple variait selon l’étape de la reproduction familiale, etc. Il décrit ensuite certaines caractéristiques des non-établis, souvent identifiés comme des célibataires définitifs (50 ans et +), ceux orientés vers la pratique religieuse ou encore ceux aux itinéraires professionnels hors de l’agriculture. Les non-établis sont plus souvent ouvriers semi et non qualifiés et sont plus alphabétisés que les établis.
Il y aurait environ un enfant célibataire par famille, que ce soit des aventuriers, des échappés de la dynamique communautaire, des esprits indépendants ou des rejetés. Il n'y aurait que peu de variation en fonction du sexe. Souvent, ils quittent vers Québec (20,6 %), Montréal (15,7 %) et la Mauricie (14,7 %); 25,6 % deviennent cultivateurs, 35 % occupent des emplois manuels semi ou non qualifiés, 20 % occupent des emplois non manuels qualifiés, certains sont identifiés au destin inconnu. Certains abandonnent la terre pour cause de difficultés économiques et professionnelles (entre 15 et 18 %). (p. 290)
L'émigration hors Saguenay vers la Nouvelle-Angleterre et l'Ouest canadien constituait de 18 à 28% des cas. L'auteur note que le quart des couples quittaient le Québec et que de 10 à 15 % des couples ne parvenaient pas à établir de fils. Somme toute, Bouchard note que le pluriétablissement est une réussite. 
Les veuves sont aussi bien traitées. Les dons ou prêts d’argent sont surtout l'apanage des filles, les avoirs fonciers ceux des garçons. Pour le reste, l'auteur note la tendance égalitaire pour la distribution des biens.
L'abondance de terres non défrichées et l'accès relativement aisé à la propriété foncière confèrent une grande autonomie. La stratégie est simple: établir le plus grand nombre d’enfants, assurer la continuité de la lignée et préserver solidarité du groupe familial.
L'auteur poursuit en comparant les milieux ruraux et urbains saguenéens. L'auteur affirme aussi que la société locale n’est ni isolée ni parfaitement soudée à la société globale. Il remarque certaines similitudes entre paysans et urbains au niveau de l'âge au mariage, la faiblesse des dots, la réplique de famille de souche avec enfant successeur recevant le bien principal (terre/maison) et prend soin des parents, l'entraide, la corésidence, le service familial (dynamique de la sociabilité). Il remarque également quelques différences: peu d’attente de recevoir une indemnité, le paysan (rural) est surtout soucieux de sa continuité/transmission du vieux bien versus l’ouvrier (urbain) plus centré sur les relations entre les membres.
Au niveau de la scolarisation, cela représentait l'ultime panacée pour les enfants surtout après la crise des années 1930. Il est à noter que chez les garçons, l'instabilité professionnelle varie en fonction inverse de la scolarité. Pour les ouvriers non qualifiés, ils n’accumulent ni ne transmettent de biens. L'instruction n'est donc pas favorisée. 
Bouchard enchaîne en affirmant que le modèle majoritaire est commun à l’échelle du continent: l'agriculture appuyée sur la ferme familiale, une faible densité équivaut à une grande disponibilité du sol cultivable. Il compare alors le Saguenay avec d’autres régions du Québec, dont le contexte laurentien et celui de l'Estrie, au Canada anglais et aux États-Unis. On y cherche à établir un maximum d’enfants et à protéger l'intégrité du patrimoine et la sécurité de la vieillesse, ce qu'il relie à la Coutume de Paris (partage égal de tous les biens entre héritiers directs) à dominante égalitariste, mais aussi aider les enfants éprouvés. Il note un équivalent d’une paysannerie d’exploitants-propriétaires. Il avance que l'importance des réseaux familiaux est au cœur des entreprises de peuplement, que la dynamique communautaire est très présente, qu'il y a une assez grande liberté des enfants dans le choix du conjoint, un état généralement peu développé de la mise en valeur des exploitations comme il y a peu de stratégies matrimoniales à accroître/préserver les vieilles fortunes paysannes. (p. 333 et suivantes). Les autres contextes de peuplement sont analogues à celui du Saguenay: la vitesse et la taille de la croissance des effectifs démographiques entraînent une saturation rapide des terroirs locaux transformant la reproduction familiale en système fermé. 
Les contrats de transmission des biens, quoique variés, sont aussi présents au Canada anglais, pas seulement au Québec. Il y a également un relatif égalitarisme dans les modes de reproduction familiale. Au Canada anglais, au Québec et au Saguenay, on veut établir les enfants et la terre est laissée aux garçons. L'auteur accorde une vaste place au cas de l'Ontario, car c'est le cas le plus documenté et moins d'exemples des provinces plus à l'Ouest. Bouchard donne tout de même deux exemples divergents, soit ceux de Haut-St-Jean (NB) et du centre-sud de l'Alberta (pionniers individualistes et agressifs).
L'auteur remarque aussi des similitudes avec la Pennsylvanie, malgré quelques cas nuancés. Il poursuit avec l'exemple du Minnesota, l'exemple américain reproduisant le plus fidèlement modèle québécois du système ouvert. Les autres grandes régions ne se concentrent que sur une composante, les autres variables étant laissées de côté. L'auteur affirme que la reproduction familiale n'a jamais été un champ prioritaire de l’historiographie américaine. Ce sont donc des cas moins pertinents. Il ne peut donc qu'avancer des hypothèses prudentes. Il conclut tout de même que le modèle n'est pas exclusif, mais majoritaire au Québec, au Canada-anglais et dans au moins deux grandes régions des États-Unis.
L’auteur continue son travail en désirant voir dans quelle mesure les traits du Saguenay et du Québec trouveraient leurs origines, ou seraient une dérive, de l’héritage français. Bouchard cite J.-M. Moriceau mentionnant que ce dernier « a pu mettre au jour une dynamique de type presque saguenayen en plein bassin parisien aux XVIIe et XVIIIe siècles » concernant le pluriétablissement (Bouchard, p. 372).
Mais comme la mosaïque française est à ce point diversifiée, dans l’une ou l’autre de ses parties, on peut toujours déceler à divers degrés des traits ou figures rappelant les terroirs québécois, sans toutefois en retrouver une réplique intégrale, le Québec ayant une forme d’égalitarisme particulière.
Autre similitude : les traces de la solidarité familiale et de corésidence favorisant l’entraide et la mobilité des familles. Bouchard conclut que les conditions matérielles et sociales ne sont cependant pas les mêmes en France et au Québec.
La dernière partie de l'ouvrage tente de répondre aux questions suivantes : « Quelle réponse les familles ont-elles apportée à la rareté de la terre qui, progressivement, a compromis le pluriétablissement?  La saturation des terroirs a-t-elle constitué le moteur principal de l’évolution de transformations survenues dans l’ensemble de la société paysanne, en particulier dans les comportements démographiques ? » (Bouchard, p. 387)
Ces questions posent le problème du changement social. Il confronte ces questions avec la thèse écologique. Il veut notamment montrer comment la pleine occupation de l’espace agraire saguenéen a entraîné une réforme du mode reproduction de la famille paysanne, en l’occurrence le passage d’un système ouvert à un système clos, ou d'une reproduction multiple (pluriétablissement) à la reproduction au singulier (établissement simple).
L’auteur note certaines difficultés statistiques à l’échelle paroissiale dues aux réaménagements dans l’administration publique. L’auteur affirme tout de même que la saturation des terroirs et la baisse de la qualité des sols mènent à un manque de places pour établir la descendance. Ce qui mène à la migration vers les villes alors que le pluriétablissement devient coûteux.
La saturation a toutefois contribué à miner le service familial. Aussi, l'essor des emplois urbains fait en sorte qu'on a de moins en moins besoin de recourir à l’entraide. Les soucis de spécialisation, de productivité et de rentabilité poussent à gérer plus efficacement. La mécanisation réduit les besoins de main-d’œuvre. L'exploitation paysanne a donc cessé d’être une unité de reproduction sociale pour devenir une unité de reproduction économique.
Malgré tout, la solidarité a persisté, mais a changé de forme : « l'égalitarisme à dominante masculine s'est transformé vers l'égalitarisme plus généralisé. » (Bouchard, p. 430)
L'auteur parvient à démontrer que tous les changements économiques et sociaux résultent de l’action conjointe de plusieurs facteurs, pas seulement ce qui s’explique par la thèse écologique.
Enfin, l'auteur veut examiner « les changements démographiques et socioculturels ayant accompagné la fin de la co-intégration dans la paysannerie saguenéenne et dans quelle mesure on peut les comprendre en s’appuyant sur la thèse écologique. Cette thèse n’explique pas bien les données recensées, et l'auteur souligne le besoin d’avoir un modèle plus large et plus flexible. » (Bouchard, p. 433)
La pression agraire n’a pu y exercer son action que conjointement avec d’autres facteurs comme la commercialisation et l’influence de modèles de conduite urbains. La perpétuation de hauts taux de fécondité (Bouchard note peu de variation de l’intervalle protogénésique moyen entre 1842 et 1961) ne peut pas faire intervenir de corrélation entre l'introduction de la contraception et la saturation des terroirs et date des débuts du peuplement. Bouchard montre que l'émigration individuelle, l'émigration des couples non établis, la structure des ménages, les naissances illégitimes, les conceptions durant le carême, la pratique religieuse, les modèles coutumiers, etc. ne montrent pas de changements significatifs.
Certains changements sont même postérieurs à la saturation: la contraception, l'âge au mariage, les mariages endogames, le recrutement religieux, le délai-naissance/baptême, etc. Il y a bien certains changements en même temps dans toutes les microrégions : l'âge au mariage et la scolarisation par exemple. Mais, il faut noter la pluralité des trames de changements et les diverses actions combinées pour bien cerner la réalité. Par exemple, c'est l'alphabétisation surtout qui détermine l’âge au mariage et la contraception d’arrêt. Le facteur religieux n’intervient pas pour retarder contraception d’arrêt.
Or, la saturation a certes été un élément déclencheur. Elle a déstabilisé la famille paysanne, ce qui l’a rendue vulnérable aux autres facteurs de changements. Mais il ne faut pas négliger les autres facteurs, tels que l'institution de la scolarisation obligatoire de 6 à 14 ans qui a retardé l’intégration des enfants aux travaux de la terre et souvent les en éloigne. De plus, le capitalisme agraire aurait entraîné, aux dires de l'auteur, une déstructuration de la famille et l’essor de l’individualisme, comme l'alphabétisation serait porteuse d’une rationalité compromettant les croyances religieuses et en viendrait à dissoudre la vieille culture paysanne.
En conséquence, « la société paysanne quitte ses retranchements et s’intègre pour de bon à ces ensembles plus vastes que sont l’économie et la société québécoises, canadiennes, nord-américaines » (Bouchard, p. 470).

## Réception critique et universitaire
L'accueil critique est généralement bon selon la littérature rassemblée. Hélène Belleau, directrice du Centre Urbanisation Culture Société de l'INRS, note la valeur didactique de l'ouvrage. Elle explique ensuite l'importance du concept de cointégration de Bouchard tout en rappelant l'opposition entre la thèse de l'auteur et celles établies auparavant, notamment la peasant economy développée par Chayanov.
Daniel Dagenais, du Groupe interuniversitaire d'étude de la postmodernité de l'UQAM, reconnaît de son côté la méthode de reconstitution des populations, élaborée par la démographie historique française ainsi que la façon dont l'auteur l'étend à l'ensemble de la mobilité de la population du Saguenay. Il accorde au travail de l'auteur une approche relevant pratiquement de la sociologie.
Martin Paquêt, à ce moment chargé de cours à l'Université York de Toronto, poursuit dans la même veine en démontrant une certaine admiration envers l'ouvrage majeur qui échappe aux erreurs souvent commises par ce type d'analyse totale. La critique élabore ensuite sur les concepts soutenant l'argumentaire de l'ouvrage en établissant un rapport idéologique constant avec des auteurs et ouvrages similaires.
Martine Seagalen, professeure au département de sociologie et d'anthropologie de l'Université Paris X, abonde dans le même sens en constatant l'importance méthodologique employée. Elle oppose aussi la thèse de Bouchard de la cointégration et de la reproduction familiale à ses œuvres antérieures, aux thèses françaises et à la peasant economy développées par Chayanov. Elle souligne également l'apport didactique de l'ouvrage dans l'historiographie contemporaine.
Pour sa part, Joseph-Yvon Thériault, professeur associé au département de sociologie de l'UQAM, table sur l’analyse faite par Bouchard pour affirmer que, plutôt que de se percevoir comme nord-américains, les habitants du Québec se perçoivent plutôt comme Québécois ou Canadien d’abord. 
Brian Young, professeur émérite en Histoire canadienne de l'Université McGill, reconnaît également l’apport capital de l’ouvrage de Bouchard en Histoire sociale au Canada, en affirmant que l’auteur place la famille au cœur de son ouvrage comme donnée interprétative la plus importante pour comprendre l’américanité du peuple du Saguenay, à l’image de l’étude de Gagan sur le comté de Peel en Ontario. C'est ce qui amène Bouchard à distancer le Saguenay de la France.
Quant à lui, Serge Gagnon, du Centre interuniversitaire d'études québécoises de l'UQTR, pose un regard critique reprochant à Bouchard d’avoir minimisé certains concepts et d’avoir occulté d’autres questions d’importance. Néanmoins, Gagnon qualifie l’ouvrage de majeur faisant reculer les frontières du savoir par un chercheur digne des leaders mondiaux dans son domaine d’expertise.